# 曙町 (いちき串木野市)
曙町（あけぼのちょう）は、鹿児島県いちき串木野市の町。旧串木野市曙町。郵便番号は896-0001。人口は301人、世帯数は118世帯（2015年10月1日現在）。

## 地理
曙町の周囲は、北に東塩田、西に春日町や桜町、南に高見町や日出町、東に浜ケ城とそれぞれ隣り合う。

## 歴史
1954年（昭和29年）に串木野市大字下名のうち字下蟹田、上蟹田、出口、下釜牟田、横手の全域と、南塩田、東塩田、永井尻、羽根尾、砂取、青木口の各一部より串木野市の町「曙町」が設置された。
1988年（昭和63年）5月13日には大字下名のうち東塩田、下蟹田、蟹田の各一部を曙町に編入、曙町45番地の2を春日町に編入し、曙町60番地・61番地・62番地の1が東塩田町に編入された。
2005年（平成17年）10月11日には串木野市が日置郡市来町と新設合併しいちき串木野市が設置された。新設合併の際の合併協定書では新たに設置されるいちき串木野市の町名・字名について「串木野市、市来町の町・字の区域及び名称については、現行のとおりとする。」と協定された。このことにより町名の変更は行われず、いちき串木野市の町となった。
2011年（平成23年）10月11日には「町名等整理事業」により大字下名の一部が曙町に編入された。

### 町名の由来
曙町という町名の由来は「角川日本地名大辞典」によれば、市街地の東北隅に位置しておりほのぼのと夜明けを告げる意にちなむ。

### 町域の変遷
| 変更後           | 変更年             | 変更前           |
| ---------------- | ------------------ | ---------------- |
| 曙町（新設）     | 1954年（昭和29年） | 大字下名（一部） |
| 曙町（編入）     | 1988年（昭和63年） | 大字下名（一部） |
| 春日町（編入）   | 1988年（昭和63年） | 曙町（一部）     |
| 春日町（編入）   | 1988年（昭和63年） | 大字下名（一部） |
| 東塩田町（編入） | 1988年（昭和63年） | 曙町（一部）     |
| 東塩田町（編入） | 1988年（昭和63年） | 大字下名（一部） |
| 曙町（編入）     | 2011年（平成23年） | 大字下名（一部） |

## 人口
以下の表は国勢調査による小地域集計が開始された1995年以降の人口の推移である。
| 統計年             | 統計年 | 人口 | 人口 |
| ------------------ | ------ | ---- | ---- |
| 1995年（平成7年）  | [ 12 ] | 467  |      |
| 2000年（平成12年） | [ 13 ] | 265  |      |
| 2005年（平成17年） | [ 14 ] | 236  |      |
| 2010年（平成22年） | [ 15 ] | 257  |      |
| 2015年（平成27年） | [ 5 ]  | 301  |      |

## 小・中学校の通学区域
市立小・中学校に通う場合、学区（校区）は以下の通りとなる。
| 町丁 | 番地 | 小学校                       | 中学校                       |
| ---- | ---- | ---------------------------- | ---------------------------- |
| 曙町 | 全域 | いちき串木野市立串木野小学校 | いちき串木野市立串木野中学校 |

## 交通

### 道路
一般国道
- 国道3号

主要地方道
- 鹿児島県道38号串木野港線

一般県道
- 鹿児島県道310号串木野停車場線

### 鉄道
九州旅客鉄道鹿児島本線
- 串木野駅

### バス
バス路線は町内の串木野駅からいきいきバス（いちき串木野市内を運行するコミュニティバス）の全路線と、鹿児島交通の一部の路線がそれぞれ発着している。

## 施設
- 鹿児島県警察いちき串木野警察署串木野駅前交番[18]